# Ján Bahýľ
Ján Bahýľ (Zvolenská Slatina, 25 maggio 1856 – Bratislava, 13 marzo 1916) è stato un ingegnere, inventore e pioniere dell'aviazione slovacco.
Nel 1895 depositò il brevetto dell'elicottero.

## Biografia
Nacque a Zvolenská Slatina, nel regno d'Ungheria, nell'odierna Slovacchia. Nel 1869 Ján Bahýľ si diplomò in disegno tecnico presso l'accademia mineraria di Banská Štiavnica. Dopo il diploma si arruolò nell'esercito ungherese dove venne destinato ai servizi tecnici. In questa posizione poté studiare all'accademia militare di Vienna dove nel 1879 si laureò divenendo sottotenente. Durante il periodo trascorso sotto le armi egli sviluppò numerose invenzioni molte delle quali a carattere idraulico.

## Invenzioni
Bahýľ si autofinanziò la sua prima invenzione che chiamò carro armato a vapore e venne acquistato dall'esercito russo. Bahýľ depositò diciassette brevetti in totale inclusa una mongolfiera con turbina la prima auto con motore a idrocarburi della Slovacchia (progettata insieme a Anton Marschall) e un ascensore per il castello di Bratislava.
Ján Bahýľ è famoso per aver fatto volare uno dei primi elicotteri con motore a combustione interna. Nel 1901, infatti, costruì un suo modello di elicottero che riuscì a sollevarsi di 0,5 metri e che, una volta perfezionato, il 5 maggio 1905 si sollevò dal suolo di circa 4 metri compiendo un volo di 1 500 metri.